# Gustavo Lorenzetti
Gustavo Rubén Lorenzetti (Rosario, 10 maggio 1985) è un ex calciatore argentino, di ruolo centrocampista.

## Caratteristiche tecniche
È un trequartista.

## Palmarès
- Campionato cileno: 3

Universidad de Chile: 2011 (C), 2012 (A), 2014 (A)
- Coppa del Cile: 2

Universidad de Concepción: 2008-2009
Universidad de Chile: 2012
- Coppa Sudamericana: 1

Universidad de Chile: 2011